# 在這裡接吻
《在這裡接吻》（ここでキスして。，Koko de Kiss Shite／Kiss Me）是日本音樂家椎名林檎的第三張單曲，由東芝EMI／East World於1999年1月20日發行，簡稱這裡接吻。在跨業合作部分，A面歌曲「在這裡接吻」成為日本NTV深夜劇‘Shin-D’的主題曲及NTV節目‘DOWN TOWN DX’的片尾曲。初回生產限定盤為「自製影片抽選券」。
在單曲銷售成績方面，本張單曲在日本Oricon銷售榜上最高位居單週第10名。而在日本唱片協會所公佈的RIAJ數位下載榜中，歌曲「在這裡接吻」最高曾名列單週第28名，名列1999年年度銷售榜第83位。在銷售認證上，單曲《在這裡接吻》銷售突破20萬張，在1999年2月通過日本唱片協會認定為金唱片。而歌曲「在這裡接吻」的數位下載也在2009年3月通過日本唱片協會認定為金唱片。

## 單曲概要
《在這裡接吻》是椎名林檎繼1998年9月發表《歌舞伎町的女王》後，睽違四個月的新單曲。歌曲「在這裡接吻」利用樂團演奏和椎名林檎壓譯又狂放的聲音吶喊出因愛而生的占有與忌妒心以及對無條件的愛的渴望。而這首歌曲其實是椎名林檎17歲時的創作，歌曲描寫的對象其實是當時樂團中的男友，椎名林檎以自身經驗作詞作曲可以說是「真正的情歌」。另外，椎名林檎在線上網站RAT所做的訪談中也提到：「第一次將這種事情寫成曲目，並發表成單曲，對她來說『在這裡接吻』是首值得紀念的歌曲。」
在歌曲「在這裡接吻」的歌詞中出現了一個人名「席德（シド）」，是取自於性手槍的貝斯手席德·維瑟斯（シド・ヴィシャス）。這種把歌手填進歌詞中的方式，不僅讓歌迷聽歌時能感受到樂趣，更表達出對那些歌手的敬意。椎名林檎在RAT訪談中提到：「席德·維瑟斯就好像是像虛幻少年那樣的人。」椎名林檎更表示如果再加上「石膏」與「席德與白日夢」這兩首歌曲，這三首歌曲就組成「席德三部曲」。
而在單曲封面上，椎名林檎和背景內的物品完全沒有關係，這樣的拍攝手法也運用在日後發行的首張專輯《無限償還》中。椎名林檎表示這樣的手法就像是在緊張的法庭上聆聽判決，結果是「無罪」還是「勝訴」那樣的有趣。
2005年日本男歌手堂本剛在朝日電視台節目「堂本兄弟」中，除了在節目上簡單介紹歌手椎名林檎外，堂本剛更演唱「在這裡接吻」這首歌曲。而在2011年日本NTT公司舉行的「椎名林檎歷代單曲喜愛排行榜」調查中，歌曲「在這裡接吻」以23%的選票，名列排行榜第二位。
在單曲發售時程上，本張單曲於1999年1月20日在日本發行，台灣則是等到2000年8月1日發行單曲。之後，於2006年2月1日開始接受歌迷全曲下載的服務。
最後，在單曲銷售成績方面，本張單曲在日本Oricon銷售榜上最高曾以4.8萬張的銷售量位居單週第10名，總計在Oriocn銷售榜上榜28週，累積銷售達30.9萬張，名列1999年年度銷售榜第83位。同時，單曲銷售突破20萬張，在1999年2月通過日本唱片協會認定為金唱片。而在日本唱片協會所公佈的RIAJ數位下載榜中，歌曲「在這裡接吻」最高曾名列單週第28名。累積歌曲「在這裡接吻」的數位下載突破10萬次，並在2009年3月通過日本唱片協會認定為金唱片。

### 音樂錄影帶

音樂錄影帶在玫瑰園拍攝

歌曲「在這裡接吻」的音樂錄影帶有兩種版本，一個是在玫瑰庭園拍攝的影像，另一個則是椎名林檎拿著錄放影機徘徊在街頭的影像。導演Usuihiroshi本來的構想是要將兩者融合在一起，但在玫瑰園拍攝的效果出乎意料的好，因此成為正式的官方版本，而後者的版本則被收錄於日後發行的音樂視頻專輯《性治療~第一輯~》中。

### 跨業合作
- 「在這裡接吻」

（日本電視台）電視劇‘Shin-D’的主題曲
（日本電視台）綜藝節目‘Downtown DX’的主題曲

## 曲目
| 椎名林檎【在這裡接吻】 | 椎名林檎【在這裡接吻】 | 椎名林檎【在這裡接吻】 | 椎名林檎【在這裡接吻】 | 椎名林檎【在這裡接吻】 |
| 曲序                   | 曲目                   | 词曲                   | {{{extra_column}}}     | 时长                   |
| ---------------------- | ---------------------- | ---------------------- | ---------------------- | ---------------------- |
| 1.                     | 在這裡接吻             | 椎名林檎               | 龜田誠治               | 4:19                   |
| 2.                     | 暈眩                   | 椎名林檎               | 龜田誠治               | 4:41                   |
| 3.                     | 遙控器                 | 椎名林檎               | 龜田誠治               | 3:15                   |
| 总时长：               | 总时长：               | 总时长：               | 总时长：               | 12:15                  |

### 曲目介紹
1. 在這裡接吻（日語：ここでキスして。）
  - 收錄於《無限償還》專輯中

這首歌是在Marvelous Marble時期就已經完成了，寫的是對當時男友的傷心絕望之情了[9]。但在當時並不受到樂團的青睞，而男友也不願意彈奏[注 1][9]。1996年，以Marvelous Marble樂團報名參加『第五屆 MUSIC QUEST』一舉闖入最後的總決賽，但在總決賽時，因為導演找其他團員說：「椎名林檎一個人做了所有的事(作曲、作詞等)，一個樂團不該這樣」[18]，團員困惑了，但椎名林檎決心為自己的專業做努力，以椎名林檎為名演唱歌曲「在這裡接吻」，驚艷全場，也勇奪特優獎[19]。
2. 暈眩
  - 收錄於《我．放電》專輯中

本首歌曲以直升機的聲音作為開頭，而到目前為止只有在一夜限定的《座禪高潮》演唱會中有表演過。
3. 遙控器（日語：リモートコントローラー）
  - 收錄於《我．放電》專輯中

此首歌的創作靈感是椎名林檎找不到遙控器，所寫下當時的心情寫照。歌曲以彈奏羽管鍵琴作為開頭，在日後發行的「無限償還樂譜」中有介紹到。

## 演出人員及後製
| １在這裡接吻 ３遙控器 | ２暈眩 後製資訊 |

## 銷售排行

### Oricon 銷售榜(日本)
《在這裡接吻》於01月20日發行單曲。發行首週，在日本公信榜Oricon的單曲榜1999年2月第1週付的榜單中以33,100張銷售量居單週第11名。同週第一名是銷售量突破60萬大關的團體DREAMS COME TRUE的單曲「迎接朝陽」，第二名是樂團Something ELse的單曲「Last Chance」，第三名則是女歌手「宇多田光」的單曲「Automatic/time will tell」。第二週則以銷售量37,670張位居11位。發售第四週以銷售量47,720張位居10位，創下本張單曲最高的單週排行名次。總計《在這裡接吻》在日本公信榜Oricon的單曲榜上榜28週，累積銷售達30.9萬張。同時1999年年銷售榜中，《在這裡接吻》以27.7萬張銷售量居全年第83名。而全年度歌手總銷售金額排行榜中，則以38.9億日圓居全年第20位。
| 名稱                     | Oricon銷售榜 | 初登場 | 初登場  | 最高  | 最高    | 總銷售量 | 累積上榜次數 |
| 名稱                     | Oricon銷售榜 | 排 行  | 銷售量  | 排 行 | 銷售量  | 總銷售量 | 累積上榜次數 |
| ------------------------ | ------------ | ------ | ------- | ----- | ------- | -------- | ------------ |
| 1999年1月20日 在這裡接吻 | 週銷售排行榜 | #11    | 33,100  | #10   | 47,720  | 308,690  | 28週         |
| 1999年1月20日 在這裡接吻 | 月銷售排行榜 | #12    | 163,320 | #12   | 163,320 | 308,690  | 28週         |
| 1999年1月20日 在這裡接吻 | 年銷售排行榜 | #83    | 277,420 | #83   | 277,420 | 308,690  | 28週         |

### 其他銷售榜
| 排行榜名稱                                 | 最高排名 |
| ------------------------------------------ | -------- |
| (日本) J-WAVE：Tokio Hot 100 (年榜)        | #87      |
| (日本) CDTV Top 100                        | #9       |
| (日本) 告示牌百強單曲榜                    | #5       |
| (日本) RIAJ數位下載榜                      | #28      |
| (日本) RIAJ數位下載榜 (Expo 08 演唱會版本) | #80      |

### 銷售認證
| 認證單位              | 銷量             |
| --------------------- | ---------------- |
| (日本) RIAJ：單曲銷售 | 金唱片 (200,000) |
| (日本) RIAJ：數位下載 | 金唱片 (100,000) |

## 發行歷史
| 國家 | 發行日期      | 發行形式       | 唱片公司            | 商品編號  |
| ---- | ------------- | -------------- | ------------------- | --------- |
| 日本 | 1999年1月20日 | CD             | 東芝EMI／East World | TOCT-4133 |
| 台灣 | 2000年7月28日 | CD(進口初回盤) | 東芝EMI／East World | TOCT-4133 |
| 台灣 | 2000年7月28日 | CD(台壓盤)     | 科藝百代            | 88914321  |

## 宣傳行程
| 類型 | 日期       | 名稱                        |
| ---- | ---------- | --------------------------- |
| 電視 | 1999/02/05 | 【朝日電視台】MUSIC STATION |

## 脚注